# Charlotte Georgine de Mecklenburg-Strelitz
Ducesa Charlotte Georgine Luise Friederike de Mecklenburg-Strelitz (germană Charlotte Georgine Luise Friederike, Herzogin zu Mecklenburg-Strelitz; 17 noiembrie 1769 – 14 mai 1818) a fost membră a Casei de Mecklenburg-Strelitz și Ducesă de Mecklenburg-Strelitz prin naștere; prin căsătorie a devenit membră a Casei de Saxa-Hildburghausen și Ducesă consort de Saxa-Hildburghausen.

## Familie
Charlotte a fost primul copil al lui Carol al II-lea, Mare Duce de Mecklenburg-Strelitz și a primei soții a acestuia, Prințesa Friederike de Hesse-Darmstadt.
Charlotte și surorile ei, regina Louise a Prusiei, regina Frederica de Hanovra și Prințesa Therese Mathilde de Thurn und Taxis, erau considerate cele mai frumoase femei ale acelor vremuri. Jean Paul Friedrich Richter a dedicat romanul său "Titan" celor patru frumoase și nobile surori de pe tron.

## Copilărie și tinerețe
Charlotte a crescut la Hanovra, unde tatăl ei servea drept guvernator în numele cumnatului său, regele George al III-lea al Regatului Unit, care trăia la Londra. Când Charlotte avea 12 ani, mama ei a murit iar ea a crescută de sora mamei, Charlotte, care s-a căsătorit cu tatăl ei în 1784. Surorile ei au fost crescute de bunica lor, Maria Louise Albertine de Leiningen-Falkenburg-Dagsburg în Darmstadt. Apoi Charlotte s-a mutat la Hildburghausen.

## Ducesă de Saxa-Hildburghausen

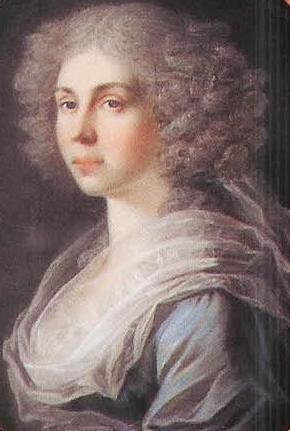
Ducesa Charlotte de Saxa-Hildburghausen, pastel de Johann Philipp Bach, ca.1790

Charlotte s-a căsătorit la 3 septembrie 1785, la vârsta de 16 ani, la Hildburghausen, cu Ducele Frederic de Saxa-Hildburghausen, care a stat până în 1787 sub regența unchiului său, Joseph Frederic.
Mariajul nu a fost unul fericit. Mental, Charlotte a fost superioară lui Frederic, care a început s-o ignore. Au avut și probleme financiare: Saxa-Hildburghausen era ruinată financiar de politicile dezastruoase ale predecesorilor lui Frederic și în 1806 aceasta a fost pusă sub sechestru imperial. Ducelui și Ducesei li s-a permis doar o redusă "listă civilă" (listă cu cheltuieli personel plătite de guvern).
Tatăl Charlottei și cei doi frați ai ei stăteau adesea cu Charlotte la Hildburghausen. În 1787, el s-a mutat permanent la Hildburghausen și a devenit președinte al comitetului de credit. În 1792, bunica Charlottei și surorile ei au fugit din fața armatei franceze de la Darmstadt la Hildburghausen. În 1793, bunica Charlottei s-a întors din exil și a călătorit împreună cu surorile ei la Frankfurt am Main, unde Louise l-a întâlnit pe viitorul ei soț, viitorul Frederic Wilhelm al III-lea al Prusiei.
Charlotte a avut o relație foarte afectuoasă cu sora ei Friederike și cu rudele din Strelitz. În 1803 și 1805, cuplul regal prusac a vizitat Hildburghausen. La 9 octombrie 1806, Charlotte și sora ei Therese își vizitau sora Louise la sediul din Erfurt al regelui Frederic Wilhelm al III-lea când Prusia a declarat război lui Napoléon Bonaparte. Louise a ajutat la redactarea declarației de război.

### Curtea cu muze
Charlotte era interesată de literatură și a promovat cu aviditate artele la curte. Ea a relaxat regulile și eticheta și a adus muzicieni, pictori și poeți la curte, printre care și scriitorul Jean Paul Friedrich Richter, care a sosit mai 1799.
Charlotte a dat omului de rând Jean Paul titlu în Consiliu de Legație și scriitorul a fost logodit cu una din doamne ei de onoare. Mai târziu, aranjamentul cu Caroline Feuchter von Feuchterslebena fost rupt.
Sub Charlotte, curtea a devenit o "mică Weimar". Actualul slogan al orașului Hildburghausen, "Micul Clasic" se referă la această perioadă. În afară de Jean Paul, alți contemporani au mărturisit talentul Charlottei de a cânta extraordinar. A primit porecla "Singlotte" și reputația de a fi una dintre marile cântărețe ale vremii ei.

### Deces
Charlotte a murit la 14 mai 1818, la vârsta de 48 de ani, după o lungă suferință. Charlotte a decretat că dorea să fie înmormântată în noul cimitir planificat la Backsteinfeld în Hildburghausen. A fost îngropată cu titlu provizoriu, în biserica din castel și reînhumată la Backsteinfeld în 1819. Mormântul ei a fost proiectat de Heim, dulgherul curții, și a fost finalizat în 1824.

## Căsătorie și copii
Charlotte s-a căsătorit cu Frederic, Duce de Saxa-Hildburghausen (mai târziu Duce de Saxa-Altenburg), fiul cel mic al lui Ernest Frederic al III-lea, Duce de Saxa-Hildburghausen și a celei de-a treia soții a acestuia, Prințesa Ernestine de Saxa-Weimar, la 3 septembrie 1785 la Hildburghausen. Charlotte și Frederic au avut 12 copii:
1. Joseph Georg Karl Frederick (n. Hildburghausen, 12 iunie 1786 - d. Hildburghausen, 30 iulie 1786).
2. Prințesa Katharina Charlotte de Saxa-Hildburghausen (n. Hildburghausen, 17 iunie 1787 - d. Bamberg, 12 decembrie 1847), căsătorită la 28 septembrie 1805 cu Prințul Paul de Württemberg.
3. Charlotte Auguste (n. și d. Hildburghausen, 29 iulie 1788).
4. Joseph Georg Friedrich Ernst Karl, Duce de Saxa-Altenburg (n. Hildburghausen, 27 august 1789 - d. Altenburg, 25 noiembrie 1868).
5. Luise Fredericka Marie Caroline Auguste Christiane (n. Hildburghausen, 18 ianuarie 1791 - d. Hildburghausen, 25 martie 1791).
6. Therese Charlotte Luise Friederike Amalie (n. Hildburghausen, 8 iulie 1792 - d. München, 26 octombrie 1854), căsătorită la 12 octombrie 1810 cu regele Ludwig I al Bavariei.
7. Charlotte Luise Fredericka Amalie Alexandrine (n. Hildburghausen, 28 ianuarie 1794 - d. Biebrich, 6 aprilie 1825), căsătorită la 24 iunie 1814 cu Wilhelm, Duce de Nassau.
8. Franz Frederick Karl Ludwig Georg Heinrich (n. Hildburghausen, 13 aprilie 1795 - d. Hildburghausen, 28 mai 1800).
9. Georg, Duce de Saxa-Altenburg (n. Hildburghausen, 24 iulie 1796 - d. Hummelshain, 3 august 1853).
10. Frederick Wilhelm Karl Joseph Ludwig Georg (n. Hildburghausen, 4 octombrie 1801 - d. Altenburg, 1 iulie 1870).
11. Maximilian Karl Adolf Heinrich (n. Hildburghausen, 19 februarie 1803 - d. Hildburghausen, 29 martie 1803).
12. Eduard Karl Wilhelm Christian (n. Hildburghausen, 3 iulie 1804 - d. München, 16 mai 1852).